# Pilotrichopsis ferruginea
Pilotrichopsis ferruginea är en bladmossart som beskrevs av Brotherus 1925. Pilotrichopsis ferruginea ingår i släktet Pilotrichopsis och familjen Cryphaeaceae. Inga underarter finns listade i Catalogue of Life.